# Edgar Bonjour

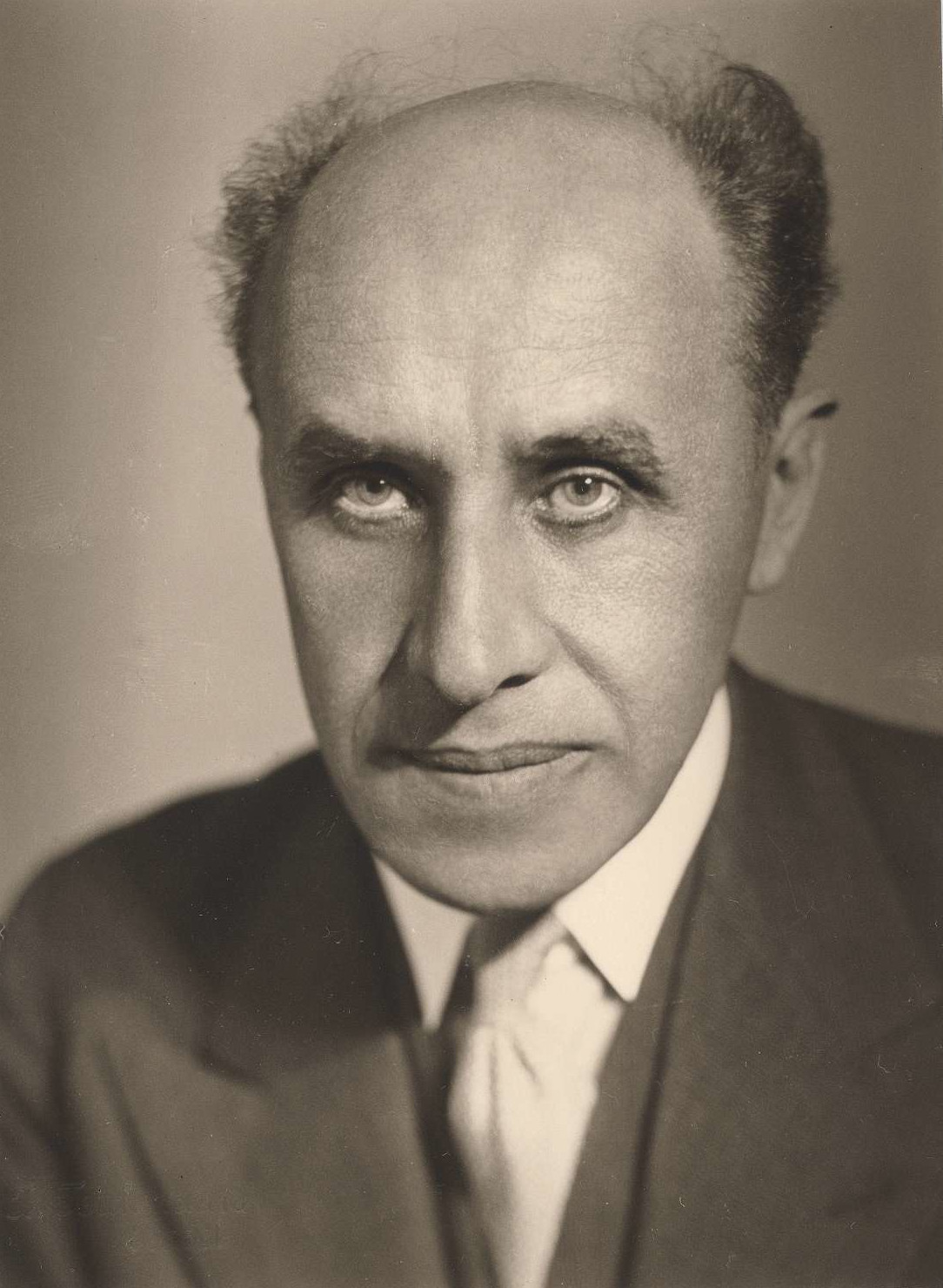
Edgar Bonjour

Edgar Bonjour (* 21. August 1898 in Bern; † 26. Mai 1991 in Basel) war ein Schweizer Historiker. Bonjour gilt als ein Altmeister der schweizerischen Geschichtswissenschaft. Bekannt wurde er vor allem durch die mehrbändige Geschichte der Schweizerischen Neutralität und den Bonjour-Bericht an den Bundesrat.

## Leben
Edgar Bonjour stammte aus einem französischsprachigen Elternhaus und wuchs in Bern auf, wo er die Schulen und das Studium durchlief, mit Ausnahme eines Semesters in Genf. Sein wichtigster Lehrer war Richard Feller. Bonjour promovierte im Jahr 1923 mit der Arbeit Die Bauernbewegung des Jahres 1525 im Staate Bern. Nach Aufenthalten in Paris und Berlin unterrichtete er am Städtischen Gymnasium Bern. Danach wirkte er von 1933 bis 1935 als Vizedirektor des Schweizerischen Bundesarchivs. 1935 habilitierte er sich an der Universität Bern mit dem Thema Die Vorgeschichte des Neuenburger Konfliktes. 1941 heiratete Bonjour Dora Kocher (1914–2004), die Enkelin des Chirurgen Theodor Kocher. Gemeinsam hatten sie fünf Kinder.
In politisch exponierter Zeit wurden an der Universität Basel kurz nacheinander zwei Lehrstühle im Fach Geschichte frei: Am 12. Februar 1934 verunfallte der Professor für Allgemeine neuere Geschichte, Emil Dürr (1883–1934), tödlich, und am 4. Juni 1934 starb Hermann Bächtold (1882–1934), Professor für Schweizer Geschichte. Angesichts der nationalsozialistischen Bedrohung blieben im Auswahlverfahren nichtschweizerische Anwärter ausser Betracht. Anfang Mai 1935 wurde Edgar Bonjour auf den Lehrstuhl «Moderne Weltgeschichte und Schweizer Geschichte» berufen, sowie Ende Juni Werner Kaegi auf den Lehrstuhl «Allgemeine mittelalterliche und neuere Geschichte». Sie ergänzten sich ausgezeichnet und gaben zum Jubiläum der Universität 1960 gemeinsam Rechenschaft über ihr Fach und ihr Wirken. 1946 wurde Edgar Bonjour deren Rektor und blieb der Universität bis zu seiner Emeritierung im Jahr 1968 und darüber hinaus treu. So nahm er ab 1980 in begrenztem Umfang wieder die Vorlesungstätigkeit auf. Auch an der Volkshochschule und in der Seniorenuniversität wirkte Bonjour unter grossem Publikumszulauf bis in die letzten Lebensjahre. Seine letzte Vorlesung im Rahmen des regulären Lehrprogramms hielt er zwei Wochen vor seinem Tod am 26. Mai 1991.

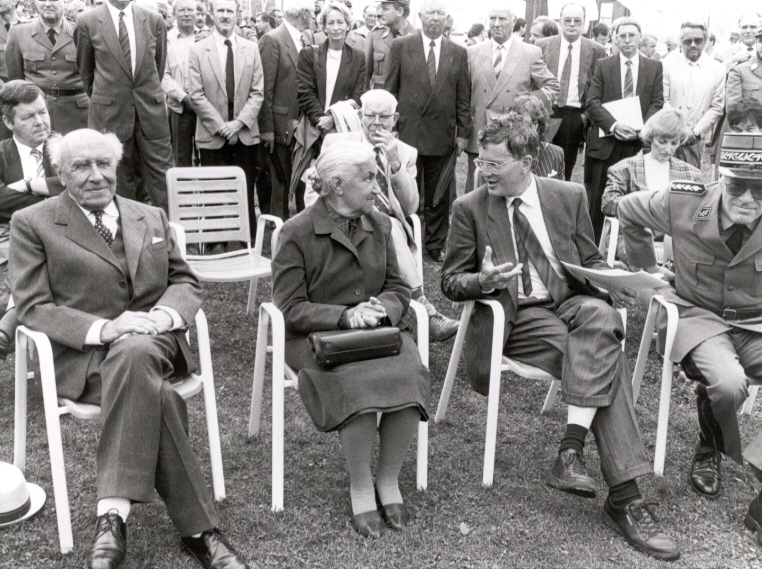
Edgar Bonjour (links), neben Jeanne Hersch und Kaspar Villiger

Bonjours Lebensthema wurde die Geschichte der schweizerischen Neutralität. Nach einer ersten kleineren Schrift im Jahre 1943 entfaltete er das Thema in mehreren Etappen zwischen 1965 und 1970 zu einem sechsbändigen Monumentalwerk, wobei die letzten drei Bände, die er ab 1962 in bundesrätlichem Auftrag verfasste, als Bonjour-Bericht in die schweizerische Geschichtsschreibung eingingen. Bonjour übernahm diese Aufgabe nur unter der Bedingung, dass sein Bericht, ob veröffentlicht oder nicht, niemals zensuriert werde. Um seine Unabhängigkeit zu wahren, verzichtete er auf eine Entschädigung. Bis 1976 folgten noch drei weitere Bände mit Dokumenten aus der Kriegszeit und 1978 eine Kurzfassung. Bonjour publizierte zahlreiche Aufsätze zum Thema in der Autorenzeitschrift Schweizer Monatshefte.

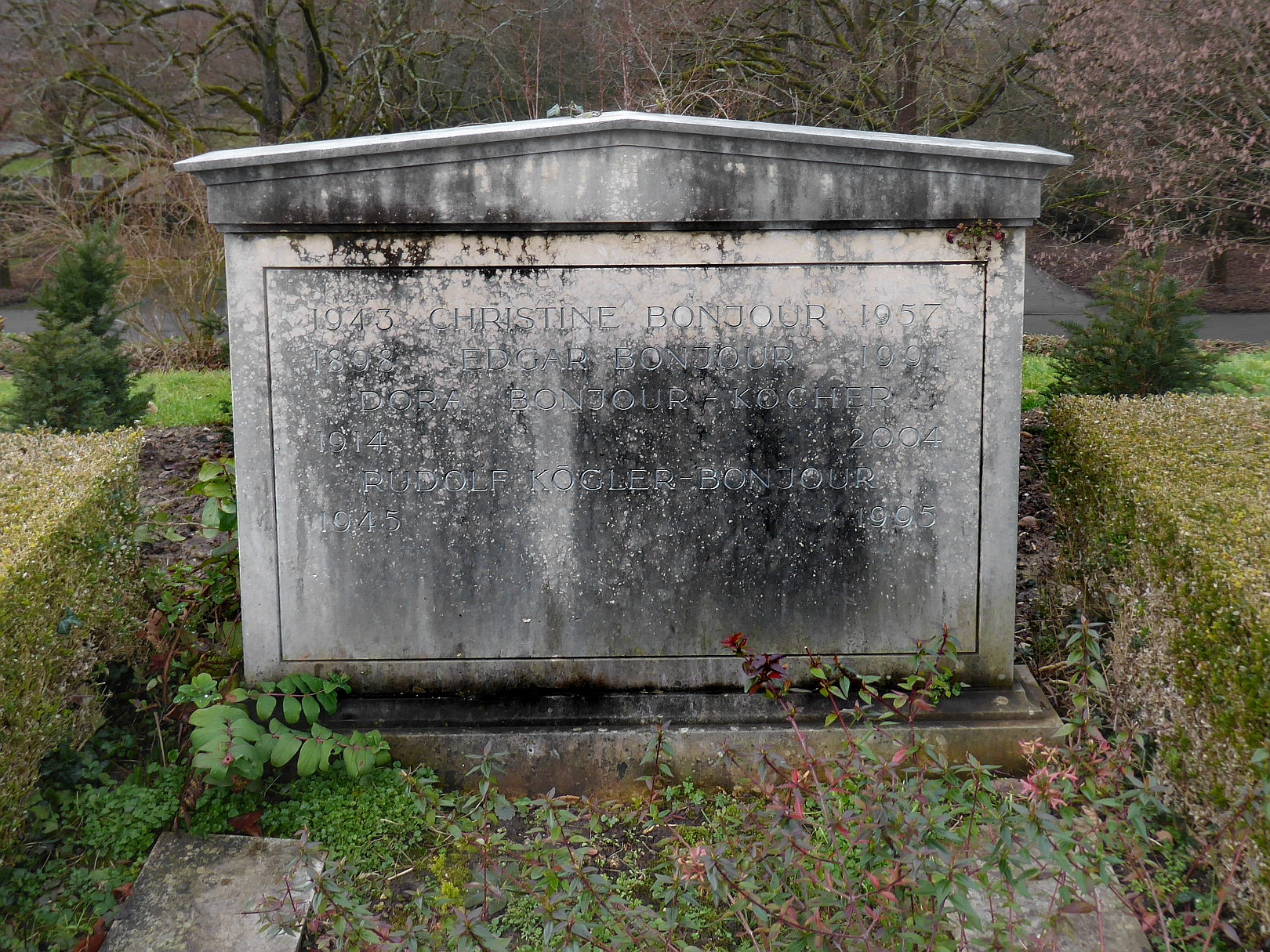
Familiengrab auf dem Friedhof am Hörnli, Riehen, Basel-Stadt

Auch andere Gebiete der Schweizer Geschichte bearbeitete Bonjour, und es folgten verschiedene Veröffentlichungen. Zu einem Grundlagenwerk wurde auch die zweibändige, gemeinsam mit Richard Feller verfasste Übersichtsdarstellung zur Geschichtsschreibung in der Schweiz. Weitere Publikationen von ihm befassen sich mit der Entstehung des schweizerischen Bundesstaats (1948), Basels Zugehörigkeit zur Eidgenossenschaft (1951) und der Geschichte der Universität Basel (1960). 1950 publizierte er eine Schrift über den bekannten Chirurgen Theodor Kocher, den Grossvater seiner Frau Dora Kocher (2. Aufl. 1981). Daneben verfasste er zahlreiche Aufsätze für historische Zeitschriften und regelmässig auch Artikel in Tageszeitungen. Bonjour steuerte überdies zahlreiche Beiträge zur Neuen Deutschen Biographie bei, dem später mehrere biografische Artikel für das Historische Lexikon der Schweiz folgten.
Bonjour hat mit Werner Kaegi eine ganze Generation von Historikern massgeblich geprägt. Es wurden ihm die Ehrendoktorwürden der Universität Neuenburg und der Wirtschaftshochschule St. Gallen verliehen. Daneben wurde er 1965 in die Historische Kommission der Bayerischen Akademie der Wissenschaften aufgenommen. Gemeinsam mit Alfred Remigius Weber und Max Burckhardt wurde Bonjour 1990 zum Ehrenmitglied der Historischen und Antiquarischen Gesellschaft zu Basel ernannt.

## Nachlass
Der Nachlass von Edgar Bonjour wurde von seinen Erben im Jahr 2004 dem Staatsarchiv Basel-Stadt übergeben. Neben den wissenschaftlichen Arbeiten findet man darin Material zu seiner Tätigkeit als Universitätslehrer, seinen Vorträgen, Ansprachen und Interviews zu aktuellen Fragen sowie persönliche Papiere. Es ist auch Material vorhanden, das sein Wirken für das Basler Kammerorchester und dessen Gründer Paul Sacher dokumentiert. Ein 1990 entstandenes Porträtgemälde und eine Reihe grossformatiger Porträtzeichnungen des Schweizer Künstlers Stefan Haenni wurden vom Staatsarchiv Basel-Stadt angekauft und befinden sich ebenfalls im Nachlass. Er ist öffentlich zugänglich.

## Werke (Auswahl)
- Die Bauernbewegungen des Jahres 1525 im Staate Bern. Haupt, Bern 1923, DNB 572472439, OCLC 604373244 (Dissertation, Universität Bern 1923).
- Werden und Wesen der Schweizerischen Demokratie. Basel 1939.
- Englands Anteil an der Lösung des Neuenburger Konflikts 1856/57. Basel 1943.
- Geschichte der schweizerischen Neutralität – Drei Jahrhunderte eidgenössischer Aussenpolitik. Helbing & Lichtenhahn, Basel 1946.
- Die Gründung des schweizerischen Bundesstaates. Basel 1948.
- Theodor Kocher. Bern 1950 (2., stark erweiterte Aufl. 1981).
- mit Albert Bruckner: Basel und die Eidgenossen. Basel 1951.
- (Hrsg.): Johannes von Müller – Schriften in Auswahl. Basel 1953.
- Die Schweiz und Europa – Ausgewählte Reden und Aufsätze von Edgar Bonjour. 8 Bände, Basel 1958–1988.
- Die Universität Basel von den Anfängen bis zur Gegenwart 1460–1960. Basel 1960.
- mit Richard Feller: Geschichtsschreibung der Schweiz – Vom Spätmittelalter zur Neuzeit. 2 Bände. Basel 1962 (2. Aufl. 1979).
- Geschichte der schweizerischen Neutralität – Vier Jahrhunderte eidgenössischer Aussenpolitik. 9 Bände. Basel 1965–1976.
- Erinnerungen. Helbing & Lichtenhahn Verlag, Basel 1983, ISBN 3-7190-0851-7.
- Freundesbriefe. Basel 1987 (Enthält nur Briefe an Edgar Bonjour).

## Festschrift
- Discordia concors. Festgabe für Edgar Bonjour zu seinem siebzigsten Geburtstag am 21. August 1968. 2 Bände. Basel/Stuttgart 1968.